# Список клавиатурных тренажёров
Клавиату́рный тренажёр — вид компьютерных программ или онлайн-сервисов, предназначенных для обучения набору на компьютерной клавиатуре.
Обычно целями тренажёров являются:
- научить слепому методу печати[1], в частности, задействовать для набора все десять пальцев рук[2]
- увеличить скорость набора[3]
- уменьшить количество опечаток[4]
- улучшить ритмичность набора (что позволяет уменьшить усталость при наборе)

Некоторые клавиатурные тренажёры предлагают ряд уроков для изучения раскладки, ведут статистику обучения.

## Список тренажёров

### Программы
Свободные
- Список свободных клавиатурных тренажёров для разных платформ на сайте GNU Typist  (англ.)
- KTouch (GNU GPL для KDE)
- GCompris — программа для изучения компьютера детьми
- GNU Typist
- Typespeed
- klavaro (GNU GPL для GNU/Linux и Windows, собирается для Debian GNU/Hurd и Debian GNU/kFreeBSD)
- kbTrainer (GNU GPL для Microsoft Windows, Addon для Mozilla FireFox и Extension для Google Chrome)

Бесплатные собственнические для Microsoft Windows
- Stamina
- Клавиатурный тренажер АК
- Клавиша
- Sigma Typing

Бесплатные собственнические кроссплатформенные
- mySimula

Shareware для Microsoft Windows
- Typing Reflex
- СОЛО на клавиатуре
- VerseQ (бывший KeyTo) — тренажёр, предлагающий набирать не слова, а сочетания букв, наиболее часто встречающиеся в русскоязычных или англоязычных текстах; подобная функция также есть, например, в KTouch).

### Онлайн
В отличие от офлайновых программ, онлайн-тренажёры обычно предоставляют возможность соревнования с другими учениками.
- https://solo.nabiraem.ru — сервис от создателей «Соло на клавиатуре». Бывший http://ergosolo.ru
- http://urikor.net — постоянный чемпионат машинописи на кириллице
- http://alfatyping.com
- http://typingzone.com
- http://online.verseq.ru — отработка часто встречающихся буквенных сочетаний
- http://klava.org/
- https://vse-10.ru
- http://fasttype.pro/ Архивная копия от 4 марта 2016 на Wayback Machine  — есть ночные режимы отображения.
- проверка скорости печати на русском языке, на украинском (недоступная ссылка) и белорусском (недоступная ссылка)
- Stamina online — есть уроки по типографской раскладке Ильи Бирмана
- https://www.typingstudy.com
- https://klaviatura.online/klaviaturnyy-trenazher/

Есть сайты, имеющие в основном соревновательную компоненту и позволяющие улучшать результаты:
- http://typeracer.com — английский
- Клавогонки (http://klavogonki.ru) — русский аналог

Существуют реализации в виде приложений для социальных сетей:
- В Контакте
  - «Гонки на клавиатурах»
  - «Битва за Землю»
  - «Клавиатурный маньяк»
- Facebook
  - «Typing Maniac»
  - «Typing Speed»
  - «Typing Challenge»